# Camille Tihon
 (novembre 2016).
Camille Tihon, né à Remicourt le 25 juin 1890, fait un doctorat en philosophie et lettres à l'université de Liège. Il est archiviste aux Archives de l'État à Mons à partir de 1912, puis détaché aux Archives de l'État à Liège de 1914 à 1918. Il travaille ensuite aux Archives générales du Royaume à partir du 1er juillet 1918 et y devient archiviste général de 1939 à 1955. Il décède à Schaerbeek le 7 juillet 1972.

## Publications
- « La Principauté et le diocèse de Liège sous Robert de Berghes (1557-1564) », Bibliothèque de la faculté de philosophie et lettres de l'université de Liège n° 31, Liège, 1922.
- « Les archives de l'État en Belgique pendant la guerre », Archives, bibliothèques et musées de Belgique, 17 (1940-1946), 1-11.
- Lettres de Grégoire XI (1371-1378), 4 tomes, Bruxelles, 1958-1975.
- « Le Défi de trois chevaliers hennuyers à trois chevaliers brabançons en 1400 », dans Bulletin de la Commission royale d'histoire n° 125, 1959, p. 613-642.